# Eszter Karaszi
Eszter Karaszi, född 6 maj 1937 i Dusnok i Ungern, död 11 augusti 2018 i Solna, var en svensk politiker och civilrättskämpe som var mest känd för att ha startat det så kallade änkeupproret 1997. Hon föddes i byn Dusnok i södra Ungern den 6 maj 1937 och studerade maskinkonstruktion vid universitetet i Miskolc i nordöstra Ungern tillsammans med sin blivande make Paul. 
Eszter och Paul var aktiva i upproret mot den sovjetiska ockupationsmakten och tvingades att fly landet 1956. De gifte sig i ett flyktingläger i Österrikes huvudstad Wien 1957 och kom därefter till Ludvika i södra Dalarna, där de arbetade som civilingenjörer och egenföretagare.
Karaszi var engagerad i kommunalpolitiken i Ludvika. Hon satt i kommunfullmäktige och även i stadens tekniska nämnd samt i styrelsen för det kommunala utvecklingsbolaget. 
Karaszi blev uppmärksammad genom det så kallade änkeupproret, som hon startade och ledde våren 1997 i protest mot den dåvarande regeringens förslag till försämrade änkepensioner. Denna gräsrotsrörelse samlade tusentals arga änkor och fick stor medial uppmärksamhet. Här fanns också uppmaningar till civil olydnad. Regeringen tvingades sedermera backa och ändrade sitt förslag. 
Karaszi bodde i Solna de sista 20 åren av sitt liv och avled den 11 augusti 2018.